# Félix Lecomte
Félix Lecomte (Parigi, 16 gennaio 1737 – Parigi, 11 gennaio 1817) è stato uno scultore francese.

## Biografia
Allievo di Étienne Maurice Falconet, proseguì la sua formazione artistica a Roma, attenuando le influenze del suo maestro.
È noto per i suoi busti di Fénelon e Maria Antonietta (conservato a Versailles), caratterizzati da un gusto a metà strada tra l'aulico e il classicheggiante.
Il suo stile rappresentò una saldatura tra quello di Luigi XV e quello di Luigi XVI, che condurrà nel neoclassicismo.

## Opere in collezioni pubbliche
Negli Stati Uniti
- New York, Metropolitan Museum of Art: Modello a pendolo con le allegorie di Fede e Carità, gruppo di terracotta;

In Francia
- Bayonne, Museo Bonnat-Helleu: Giovane ragazza in possesso di due colombe, in terracotta statuetta;
- Nancy, Notre-Dame-de-Bonsecours: Monumento funerario di Stanislao Leszczyński, 1772 marmo e bronzo progettato da Louis-Claude Vassé, Félix Lecomte assicura il suo completamento postumo;
- Parigi, Hôtel de la Monnaie, attico della facciata: Giustizia; Pace; La forza; Commercio, statue di pietra;
- Parigi, Institut de France, François de Salignac de La Mothe Fénelon, 1777 statua in marmo della serie di Famous Men (Louvre) Uomini illustri;
- Parigi, Museo del Louvre:
  - Charles Rollin, 1789, statua di marmo;
  - Jean Le Rond d'Alembert, 1774, busto in marmo;
  - François Salignac La Mothe-Fénelon, statuetta di porcellana;
- Parigi, Square Honoré-Champion: Montesquieu, busto in pietra;
- Rouen, Musée des beaux-arts de Rouen: Uno Schiavo sopraffatto dal dolore, 1769 statua di marmo;
- Versailles, Reggia di Versailles e Grand Trianon :
  - Charles de Secondat, barone di Montesquieu, 1779, busto in marmo;
  - Maria Antonietta, regina di Francia, 1783, busto in marmo.

Opere di Félix Lecomte
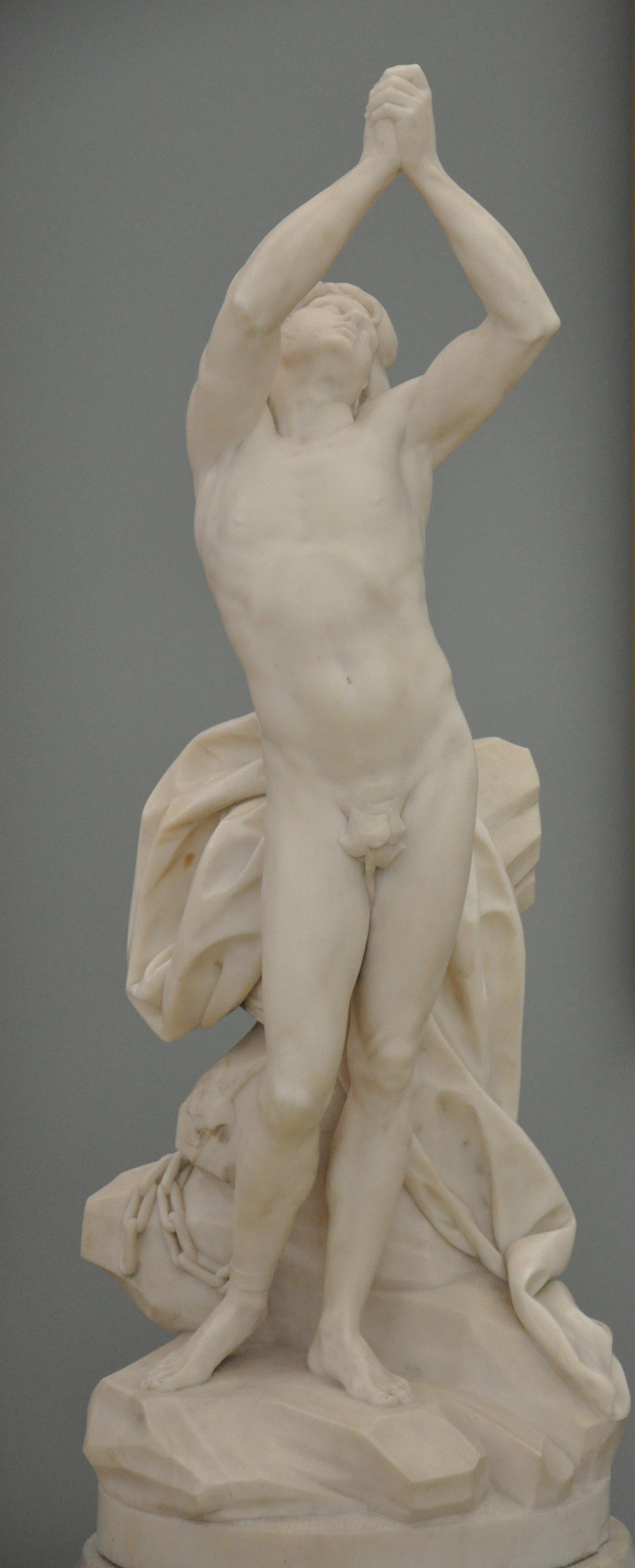
Un Esclave accablé de douleur (1769), Museo des beaux-arts de Rouen.
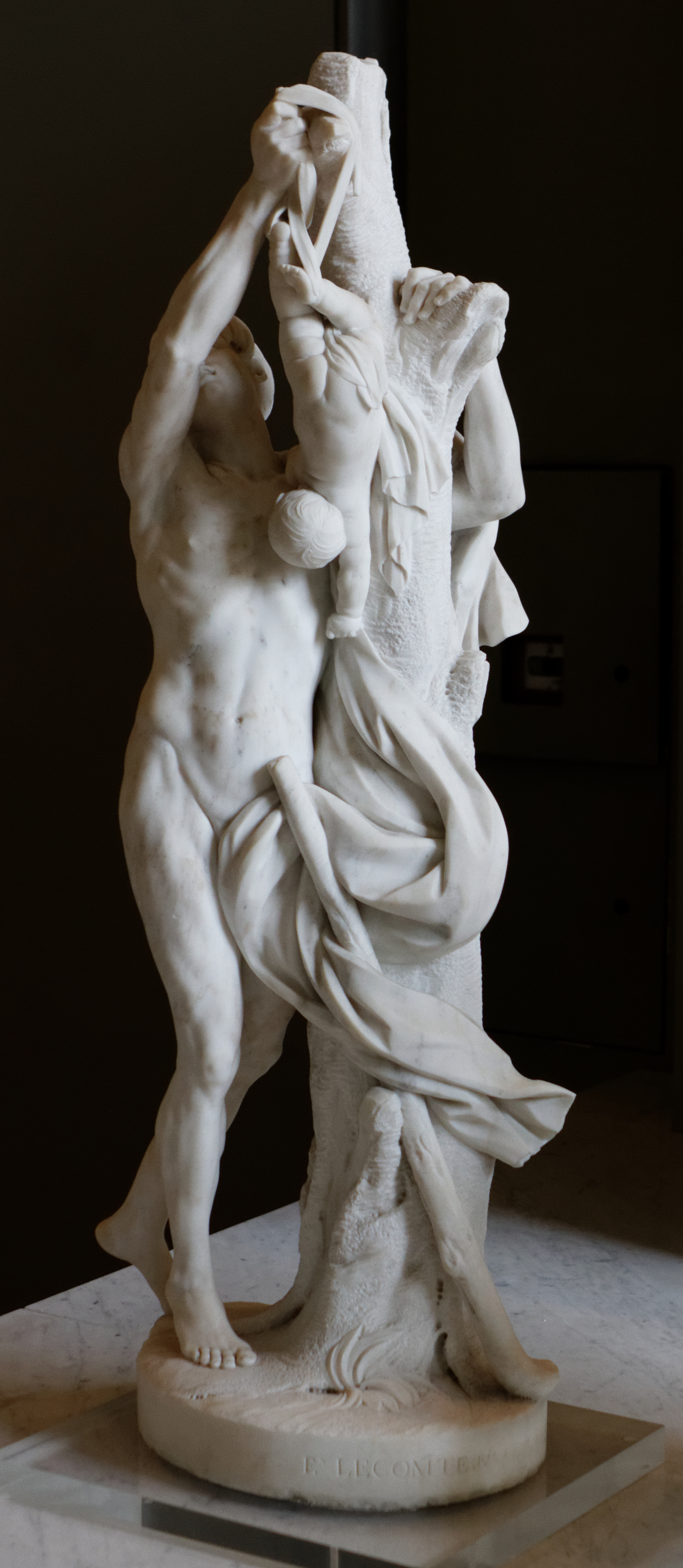
Œdipe et Phorbas (1771), Parigi, Museo del Louvre.
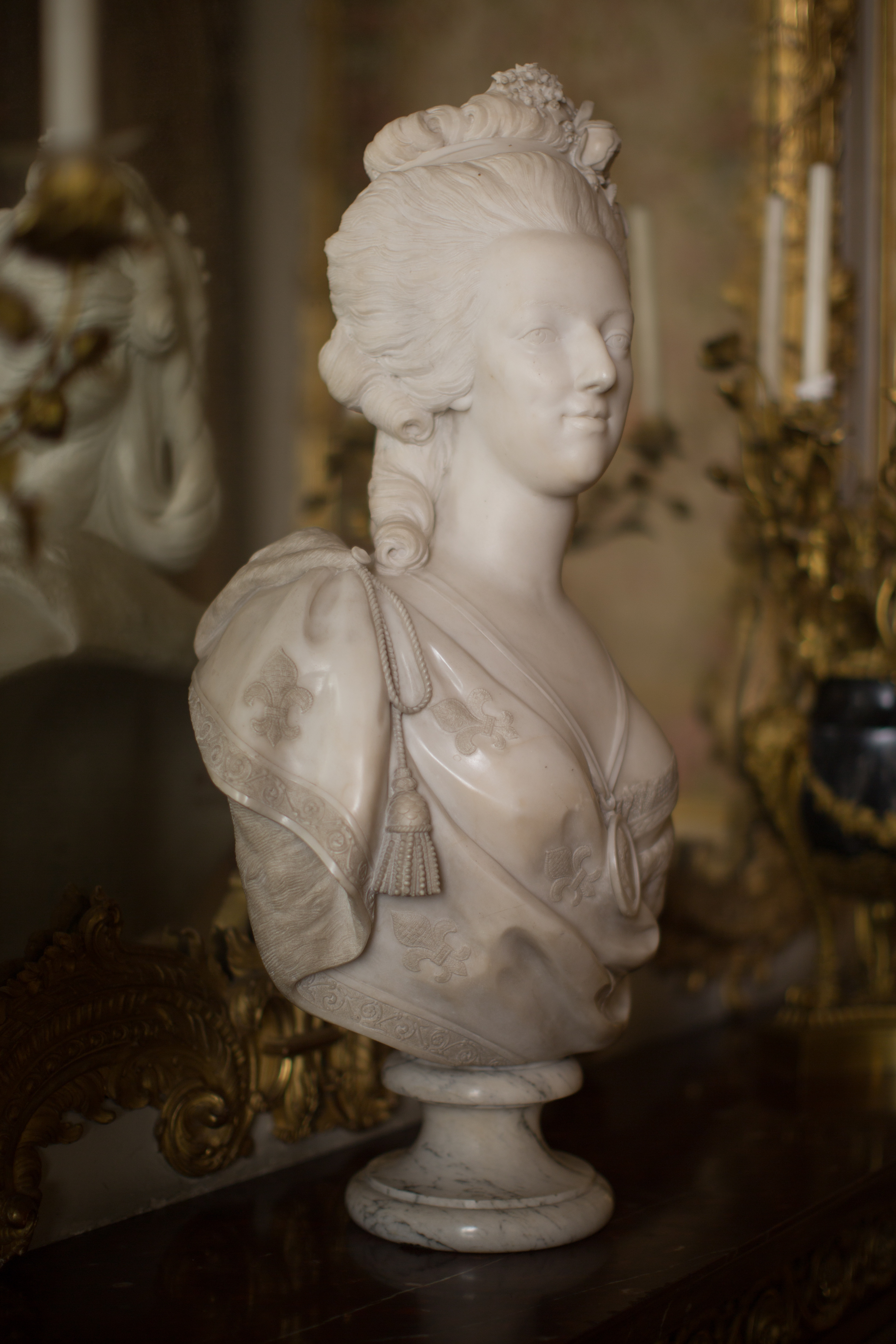
Marie-Antoinette (1783), Reggia di Versailles.